# Liste de peintures d'Émile Claus
Cette page est une liste incomplète les peintures d'Émile Claus (1849-1924), peintre belge, et figure la plus brillante du luminisme.

## Réalisme
| Image | Thème          | Titre                                              | Date      | Technique                            | Dimensions        | Lieu de Conservation                         | Référence                                   |
| ----- | -------------- | -------------------------------------------------- | --------- | ------------------------------------ | ----------------- | -------------------------------------------- | ------------------------------------------- |
|       | Nature morte   | Nature morte aux légumes                           | 1869      | huile sur toile                      | 25 × 31 cm        | Musée de Deinze et du Pays de la Lys         | Patrimoineconsulté le 24 novembre 2024      |
|       | Portrait       | Portrait de sa mère                                | 1872      | huile sur toile                      | 44 × 33 cm        | Musée de Deinze et du Pays de la Lys         | Patrimoineconsulté le 24 novembre 2024      |
|       | Portrait       | Clémence Claus, sœur du peintre                    | 1873      | huile sur toile                      | 48 × 39 cm        | Musée de Deinze et du Pays de la Lys         | Patrimoineconsulté le 24 novembre 2024      |
|       | Portrait       | Portrait de Pieter Vullers époux de Clémence Claus | 1873      | huile sur toile                      | 48 × 39 cm        | Musée de Deinze et du Pays de la Lys         | Patrimoineconsulté le 24 novembre 2024      |
|       | Portrait       | Portrait du père Claus                             | 1873      | huile sur toile                      | 45 × 37 cm        | Musée de Deinze et du Pays de la Lys         | Patrimoineconsulté le 24 novembre 2024      |
|       | Portrait       | Autoportrait                                       | 1874      | huile sur toile                      | 21 × 16 cm        | Musée de Deinze et du Pays de la Lys         | Patrimoineconsulté le 24 novembre 2024      |
|       | Portrait       | Autoportrait                                       | 1877      | huile sur panneau                    | 22 × 16 cm        | Musée des beaux-arts de Gand                 | Muséeconsulté le 24 novembre 2024           |
|       | Scène de genre | En punition                                        | 1878 vers |                                      |                   | Collection privée                            | Expo Mudelconsulté le 24 novembre 2024      |
|       | Scène de genre | Paysage en Algérie                                 | 1879      | huile sur toile                      |                   | Musée de Deinze et du Pays de la Lys         | Art in Flandersconsulté le 24 novembre 2024 |
|       | Scène de genre | Musicien arabe endormi                             | 1879 vers | huile sur toile                      |                   | Collection privée, vente 2000                | Christie'sconsulté le 26 novembre 2024      |
|       | Scène de genre | La Mosquée de Sidi Boumediene                      | 1879      | huile sur toile                      |                   | Collection privée, vente 2017                | Sotheby'sconsulté le 26 novembre 2024       |
|       | Portrait       | Portrait de l'artiste Marie Moreels                | 1880      | huile sur toile                      | 54 × 45 cm        | Musée des beaux-arts de Gand                 | Muséeconsulté le 24 novembre 2024           |
|       | Animalier      | Combat de coqs (étude)                             | 1880      | huile sur bois                       | Ville de Waregem  | site de la villeconsulté le 24 novembre 2024 |                                             |
|       | Scène de genre | Les Faneurs                                        | 1880 vers | huile sur toile                      | Collection privée | Sotheby'sconsulté le 26 novembre 2024        |                                             |
|       | Portrait       | Portrait de Charlotte Dufaux                       | 1881      | huile sur toile                      | 33 × 23 cm        | Musée de Deinze et du Pays de la Lys         | Patrimoineconsulté le 24 novembre 2024      |
|       | Portrait       | Jeune Orientale                                    | 1881      | huile sur toile                      | 89 × 182 cm       | Musées royaux des beaux-arts de Belgique     | Muséeconsulté le 24 novembre 2024           |
|       | Scène de genre | Combat de coqs en Flandre                          | 1882      | huile sur toile                      | 275 × 200 cm      | collection privée                            |                                             |
|       | Paysage        | Paysage avec ferme                                 | 1882      | huile sur toile marouflé sur panneau | 46 × 64 cm        | collection privée                            | Artnetconsulté le 25 novembre 2024          |
|       | Scène de genre | Le Bateau qui passe (étude)                        | 1883      | huile sur toile                      | 36 × 29 cm        | Collection privée, vente 2019                | Sotheby'sconsulté le 26 novembre 2024       |
|       | Scène de genre | Le Bateau qui passe                                | 1883      | huile sur toile                      | 75 × 116 cm       | Collection privée, vente 2015                | Sotheby'sconsulté le 26 novembre 2024       |
|       | Paysage        | La Lys à Astene (Les Chardons)                     | 1885 vers | huile sur toile                      | 73 × 115 cm       | Musée Groeninge, Bruges                      | Muséa Brugesconsulté le 24 novembre 2024    |
|       | Portrait       | Le Vieux Jardinier                                 | 1885      | huile sur toile                      | 214 × 138 cm      | Musée des beaux-arts de Liège                | Balatconsulté le 24 novembre 2024           |
|       | Portrait       | Portrait de Mme Claus en robe de mariée            | 1886      | huile sur toile                      | 44 × 22 cm        | Musée de Deinze et du Pays de la Lys         | Patrimoineconsulté le 24 novembre 2024      |
|       | Scène de genre | Sarclage du lin en Flandre                         | 1887      | huile sur toile                      | 129 × 199 cm      | Musée royal des beaux-arts d'Anvers          | Muséeconsulté le 24 novembre 2024           |
|       | Portrait       | Jeune Vacher                                       | 1890 vers | huile sur toile                      |                   | Musée de Verviers                            | Muséeconsulté le 26 novembre 2024           |

## Luminisme
| Image | Thème          | Titre                                                   | Date      | Technique         | Dimensions     | Lieu de Conservation                                | Référence                                                                                  |
| ----- | -------------- | ------------------------------------------------------- | --------- | ----------------- | -------------- | --------------------------------------------------- | ------------------------------------------------------------------------------------------ |
|       | Scène de genre | La Récolte des betteraves                               | 1891      | huile sur toile   | 320 × 480 cm   | Musée de Deinze et du Pays de la Lys                | Patrimoineconsulté le 24 novembre 2024                                                     |
|       | Scène de genre | Les Patineurs                                           | 1891      | huile sur toile   | 148,5 × 205 cm | Musée des Beaux-Arts de Gand                        | Muséeconsulté le 24 novembre 2024                                                          |
|       | Scène de genre | Fillettes au champ                                      | 1892      | pastel sur papier | 71 × 53 cm     | Musée des Beaux-Arts de Gand                        | Muséeconsulté le 24 novembre 2024                                                          |
|       | Paysage        | Le Parc d'Ooidonk                                       | 1892 vers | huile sur toile   | 130 × 200 cm   | Musée de Deinze et du Pays de la Lys                | Patrimoineconsulté le 27 novembre 2024                                                     |
|       | Paysage        | L'Été                                                   | 1893      | huile sur toile   | 59 × 93 cm     | Musée royal des beaux-arts d'Anvers                 | Muséeconsulté le 24 novembre 2024                                                          |
|       | Paysage        | La drève ensoleillée                                    | 1893      | huile sur toile   | 82 × 165 cm    | Musées royaux des beaux-arts de Belgique            | Muséeconsulté le 24 novembre 2024                                                          |
|       | Scène de genre | Les Communiantes                                        | 1893      | huile sur toile   |                | Belfius Art Collection                              | Exposition Het Kunstuurconsulté le 26 novembre 2024                                        |
|       | Scène de genre | Les Glaneurs                                            | 1894      | huile sur toile   | 38 × 55 cm     | Musée des Beaux-Arts de Gand                        | Muséeconsulté le 24 novembre 2024                                                          |
|       | Portrait       | Jeune Fille blonde                                      | 1895      | huile sur toile   | 35 × 24 cm     | Collection privée, Vente 2022                       | Sotheby'sconsulté le 26 novembre 2024                                                      |
|       | Paysage        | Une avenue                                              | 1895      | huile sur toile   | 60 × 92 cm     | Collection privée, Vente 2023                       | Sotheby'sconsulté le 26 novembre 2024                                                      |
|       | Paysage        | Matin de février, givre                                 | 1895      | huile sur toile   | 89 × 117 cm    | Musées d'État de Berlin                             | Muséeconsulté le 26 novembre 2024                                                          |
|       | Paysage        | Les Roses trémières                                     | 1895      | huile sur toile   |                | Musée de Verviers                                   | Muséeconsulté le 26 novembre 2024                                                          |
|       | Paysage        | Soirée d'été                                            | 1895      | huile sur toile   | 98 × 131 cm    | Collection privée, Vente 2014                       | Sotheby'sconsulté le 26 novembre 2024                                                      |
|       | Scène de genre | La Faneuse                                              | 1896      | huile sur toile   |                | Collection privée                                   | Het Kunstuur Mechelenconsulté le 26 novembre 2024                                          |
|       | Paysage        | Canal en Zeeland                                        | 1896      | huile sur toile   |                | Collection privée                                   | Goyens de Heusch                                                                           |
|       | Paysage        | Printemps sur les bords de la Lys                       | 1897      | huile sur toile   | 90 × 120 cm    | Collection privée, Vente 2022                       | Invaluableconsulté le 27 novembre 2024                                                     |
|       | Portrait       | Vieux Pêcheur, dit aussi Le Vieux Marin de Heist        | 1898      | huile sur toile   | 43 × 60 cm     | Musée de Deinze et du Pays de la Lys                | Patrimoineconsulté le 24 novembre 2024                                                     |
|       | Portrait       | Ampelio, vieux pêcheur de Bordighera                    | 1898      | huile sur toile   | 42 × 58 cm     | Art Gallery of South Australia, Port Adélaïde       | Muséeconsulté le 24 novembre 2024                                                          |
|       | Animalier      | Vaches traversant la Lys ou Passage des vaches          | 1899      | huile sur toile   | 200 × 305 cm   | Musées royaux des Beaux-Arts de Belgique (Bruxelles | Muséeconsulté le 24 novembre 2024                                                          |
|       | Paysage        | Rayon de soleil                                         | 1899      | huile sur toile   | 82 × 117 cm    | Musée d'Orsay                                       | Muséeconsulté le 24 novembre 2024                                                          |
|       | Scène de genre | Journée ensoleillée                                     | 1899      | huile sur toile   | 93 × 73 cm     | Musée des Beaux-Arts de Gand                        | Muséeconsulté le 24 novembre 2024                                                          |
|       | Paysage        | La Barrière                                             | 1899      | huile sur toile   |                | Collection particulière                             | Goyens de Heusch                                                                           |
|       | Portrait       | Portrait de l'artiste Anna De Weert                     | 1899      | huile sur toile   | 120 × 131 cm   | Musée des Beaux-Arts de Gand                        | Muséeconsulté le 24 novembre 2024                                                          |
|       | Paysage        | Arbre au soleil                                         | 1900      | huile sur toile   | 184 × 151 cm   | Musée des Beaux-Arts de Gand                        | Muséeconsulté le 24 novembre 2024                                                          |
|       | Paysage        | Un coin de mon jardin                                   | 1901      | huile sur toile   |                | Collection privée                                   | Goyens de Heusch                                                                           |
|       | Paysage        | Octobre, le Matin au bord de la Lys                     | 1901      | huile sur toile   | 74 × 93 cm     | Collection privée                                   | Goyens de Heusch                                                                           |
|       | Paysage        | Soleil couchant                                         | 1911      | huile sur toile   | 105 × 82 cm    | Musée des Beaux-Arts de Gand                        | Muséeconsulté le 24 novembre 2024                                                          |
|       | Paysage        | Hiver                                                   | 1900      | huile sur toile   | 87 × 114 cm    | Musée royal des beaux-arts d'Anvers                 | Muséeconsulté le 24 novembre 2024                                                          |
|       | Animalier      | Canetons sur la Lys                                     | 1900      | huile sur toile   | 90 × 117 cm    | Collection privée                                   | Francis Maereconsulté le 24 novembre 2024                                                  |
|       | Scène de genre | Attelage de bœufs                                       | 1900 vers | huile sur toile   | 38 × 43 cm     | Musée de Deinze et du Pays de la Lys                | Patrimoineconsulté le 24 novembre 2024                                                     |
|       | Paysage        | Grands Arbres devant un béguinage en pays flamand       | 1900      | huile sur toile   | 81 × 117 cm    | Collection privée, Vente 2024                       | Gazette Drouotconsulté le 24 novembre 2024                                                 |
|       | Portrait       | Portrait de Madame Claus                                | 1900      | huile sur toile   | 81 × 96 cm     | Musée des Beaux-Arts de Tournai                     | Balatconsulté le 24 novembre 2024                                                          |
|       | Portrait       | Portrait de Jenny Montigny                              | 1902      | huile sur toile   | 106,5 × 89 cm  | Musées royaux des beaux-arts de Belgique            | Muséeconsulté le 24 novembre 2024                                                          |
|       | Paysage        | Soir à Bruges                                           | 1902      | huile sur toile   | 60 × 74 cm     | Collection privée                                   | Artnetconsulté le 27 novembre 2024                                                         |
|       | Paysage        | Le Verger au printemps                                  | 1902      | huile sur toile   | 59 × 73 cm     | Palais des Beaux-Arts de Lille                      | Muséeconsulté le 26 novembre 2024                                                          |
|       | Paysage        | La Drève de Bachte-Maria-Leerne.jpg                     | 1902      | huile sur toile   |                | Collection privée                                   | [La rue Ooidonkdreef Bachte-Maria-Leerne.jpg Exposition Mudel]consulté le 26 novembre 2024 |
|       | Paysage        | La Drève ensoleillée                                    | 1903      | huile sur toile   | 110 × 128 cm   | Musée des Beaux-Arts de Gand                        | Muséeconsulté le 24 novembre 2024                                                          |
|       | Paysage        | Vue à Bottelare                                         | 1903      | pastel sur toile  | 31 × 23 cm     | Musée des Beaux-Arts de Gand                        | Muséeconsulté le 24 novembre 2024                                                          |
|       | Scène de genre | La Récolte du lin                                       | 1904      | huile sur toile   | 156,5 × 201 cm | Musées royaux des beaux-arts de Belgique            | Muséeconsulté le 24 novembre 2024                                                          |
|       | Paysage        | Meules dans la neige                                    | 1904      | huile sur toile   | 71 × 96 cm     | Collection privée, Vente 2007                       | Artnetconsulté le 24 novembre 2024                                                         |
|       | Paysage        | Lueur du soleil                                         | 1905      | huile sur toile   | 47 × 64 cm     | Musée Dhondt-Dhaenens, Deurle                       | Muséeconsulté le 24 novembre 2024                                                          |
|       | Paysage        | Villa Rayon de soleil (La Maison de l'artiste à Astene) | 1906      | huile sur toile   | 73 × 93 cm     | Musée des Beaux-Arts de Gand                        | Muséeconsulté le 24 novembre 2024                                                          |
|       | Paysage        | Vue sur Murano, lueur du couchant                       | 1906      | huile sur toile   | 73 × 92 cm     | Collection privée, Vente 2022                       | Christie'sconsulté le 26 novembre 2024                                                     |
|       | Paysage        | Vue de Murano, Venise                                   | 1906      | huile sur toile   | 73 × 92 cm     | Collection privée, Vente 2018                       | Christie'sconsulté le 27 novembre 2024                                                     |
|       | Paysage        | Les Asters                                              | 1906      | huile sur toile   | 103,5 × 131 cm | Musées royaux des beaux-arts de Belgique            | Muséeconsulté le 24 novembre 2024                                                          |
|       | Paysage        | Soir de juin                                            | 1907 vers | huile sur toile   |                | Ministère des finances                              | Expo Mudelconsulté le 26 novembre 2024                                                     |
|       | Paysage        | Vue sur Sint-Joriskaai et Steendam à Gand               | 1907-1912 | huile sur panneau | 39 × 51 cm     | STAM (Gand)                                         | Patrimoineconsulté le 24 novembre 2024                                                     |
|       | Portrait       | Jeune Paysanne                                          | 1908      | huile sur toile   | 64 × 47 cm     | Musée de Deinze et du Pays de la Lys                | Patrimoineconsulté le 27 novembre 2024                                                     |
|       | Paysage        | Asters et Fleurs étoilées                               | 1908      | huile sur toile   | 97 × 104 cm    | Musée de Deinze et du Pays de la Lys                | Patrimoineconsulté le 24 novembre 2024                                                     |
|       | Portrait       | La Fille du jardinier                                   | 1908      | huile sur toile   | 44 × 61 cm     | Musée de Deinze et du Pays de la Lys                | Patrimoineconsulté le 24 novembre 2024                                                     |
|       | Paysage        | Le Verger de pommiers                                   | 1910      | huile sur toile   | 65 × 82 cm     | Collection privée, Vente 2022                       | Patrimoineconsulté le 26 novembre 2024                                                     |
|       | Paysage        | Paysage d'été avec la rivière Lys                       | 1912      | huile sur toile   | 60 × 42 cm     | Collection privée                                   | Artnetconsulté le 24 novembre 2024                                                         |
|       | Portrait       | Autoportrait                                            | 1912-1913 | huile sur toile   | 50 × 73 cm     | Musée des beaux-arts de Gand                        | Muséeconsulté le 24 novembre 2024                                                          |
|       | Portrait       | Portrait de Cyriel Buysse                               | 1913      | huile sur toile   | 55 × 46 cm     | Musée de Deinze et du Pays de la Lys                | Patrimoineconsulté le 24 novembre 2024                                                     |
|       | Paysage        | Midi à l'Estérel (Côte d'Azur)                          | 1914      | huile sur toile   | 61 × 74 cm     | Musée des Beaux-Arts de Gand                        | Muséeconsulté le 24 novembre 2024                                                          |

### L'Exil en Angleterre
| Image | Thème    | Titre                                               | Date      | Technique         | Dimensions   | Lieu de Conservation                     | Référence |
| ----- | -------- | --------------------------------------------------- | --------- | ----------------- | ------------ | ---------------------------------------- | --- |
|       | Portrait | Autoportrait                                        | 1915      | pastel sur papier | 22 × 33 cm   | Musée des beaux-arts de Gand             | Muséeconsulté le 24 novembre 2024                                                                            |
|       | Paysage  | Colline boisée à Upton-Grey                         | 1915      | huile sur toile   | 48 × 43 cm   | Musées royaux des beaux-arts de Belgique | Muséeconsulté le 24 novembre 2024                                                                            |
|       | Paysage  | Les Azalées à Kew                                   | 1915      | huile sur toile   | 51 × 61 cm   | Musées royaux des beaux-arts de Belgique | Muséeconsulté le 24 novembre 2024                                                                            |
|       | Paysage  | Vallée des rhododendrons à Kew mai 1915             | 1915      | huile sur toile   | 51 × 61 cm   | Musées royaux des beaux-arts de Belgique | Muséeconsulté le 24 novembre 2024                                                                            |
|       | Paysage  | Brouillard à midi                                   | 1916      | huile sur toile   | 61 × 61 cm   | Musées royaux des beaux-arts de Belgique | Muséeconsulté le 24 novembre 2024                                                                            |
|       | Paysage  | Effet de brouillard, Londres                        | 1916      | huile sur toile   | 43 × 48 cm   | Musées royaux des beaux-arts de Belgique | Muséeconsulté le 25 novembre 2024                                                                            |
|       | Paysage  | Vue de Londres - Hiver                              | 1916      | huile sur toile   | 81 × 91 cm   | Musées royaux des beaux-arts de Belgique | Muséeconsulté le 24 novembre 2024                                                                            |
|       | Paysage  | Chalands dans la neige                              | 1916      | huile sur toile   | 45 × 61 cm   | Musées royaux des beaux-arts de Belgique | Muséeconsulté le 24 novembre 2024                                                                            |
|       | Paysage  | La Tamise à Londres. Novembre à midi                | 1916      | huile sur toile   | 101 × 127 cm | Musées royaux des beaux-arts de Belgique | Muséeconsulté le 24 novembre 2024                                                                            |
|       | Paysage  | La Tamise, Londres                                  | 1916      | huile sur toile   | 71 × 91 cm   | Musées royaux des beaux-arts de Belgique | Muséeconsulté le 24 novembre 2024                                                                            |
|       | Paysage  | Coucher de soleil sur la Tamise, Londres            | 1916      | huile sur toile   | 71 × 92 cm   | Musées royaux des beaux-arts de Belgique | Muséeconsulté le 24 novembre 2024                                                                            |
|       | Paysage  | Coucher de soleil sur le pont de Waterloo           | 1916      | huile sur toile   | 76 × 63 cm   | Collection privée                        | Artnetconsulté le 24 novembre 2024                                                                           |
|       | Paysage  | Journée claire, midi                                | 1916      | huile sur toile   | 64 × 82 cm   | Musées royaux des beaux-arts de Belgique | Muséeconsulté le 24 novembre 2024                                                                            |
|       | Paysage  | Le Pont de Waterloo au soleil                       | 1916      | huile sur toile   |              | Collection privée                        | Goyens de Heusch                                                                                             |
|       | Paysage  | Vue de Londres - La Tamise                          | 1916      | huile sur toile   | 51 × 51 cm   | Musées royaux des beaux-arts de Belgique | Muséeconsulté le 24 novembre 2024                                                                            |
|       | Paysage  | Vue de Londres - La Tamise, hiver                   | 1916      | huile sur toile   | 43 × 48 cm   | Musées royaux des beaux-arts de Belgique | Muséeconsulté le 24 novembre 2024                                                                            |
|       | Paysage  | Vue de Londres - Waterloo Bridge                    | 1916      | huile sur toile   | 43 × 48 cm   | Musées royaux des beaux-arts de Belgique | Muséeconsulté le 24 novembre 2024                                                                            |
|       | Paysage  | Waterloo Bridge, soleil et pluie. Mars              | 1916      | huile sur toile   | 102 × 127 cm | Musées royaux des beaux-arts de Belgique | Muséeconsulté le 24 novembre 2024                                                                            |
|       | Paysage  | Aircraft, matin                                     | 1916      | huile sur toile   | 51 × 51 cm   | Musées royaux des beaux-arts de Belgique | [hhttps://fine-arts-museum.be/fr/la-collection/emile-claus-aircraft-matin Musée]consulté le 25 novembre 2024 |
|       | Paysage  | Fog. Lanternes allumées                             | 1916-1918 | huile sur toile   | 43 × 46 cm   | Collection privée, Vente 2023            | Mutualartconsulté le 25 novembre 2024                                                                        |
|       | Paysage  | Coucher de soleil, Londres                          | 1917      | huile sur toile   | 64 × 51 cm   | Musées royaux des beaux-arts de Belgique | Muséeconsulté le 24 novembre 2024                                                                            |
|       | Paysage  | Vue de Londres - Neige                              | 1917      | huile sur toile   | 51 × 61 cm   | Musées royaux des beaux-arts de Belgique | Muséeconsulté le 24 novembre 2024                                                                            |
|       | Paysage  | Derniers Rayons vers Blackfriars Bridge. Mars       | 1917      | huile sur toile   | 67 × 81 cm   | Musées royaux des beaux-arts de Belgique | Muséeconsulté le 24 novembre 2024                                                                            |
|       | Paysage  | Vue de Londres - Brume                              | 1917      | huile sur toile   | 36 × 31 cm   | Musées royaux des beaux-arts de Belgique | Muséeconsulté le 24 novembre 2024                                                                            |
|       | Paysage  | Neige sur la Tamise, Londres                        | 1917      | huile sur toile   | 51 × 61 cm   | Musées royaux des beaux-arts de Belgique | Muséeconsulté le 25 novembre 2024                                                                            |
|       | Paysage  | Réverbérations roses. Février                       | 1917      | huile sur toile   | 43 × 46 cm   | Musées royaux des beaux-arts de Belgique | Muséeconsulté le 25 novembre 2024                                                                            |
|       | Paysage  | Derniers Rayons sous les arches                     | 1917      | huile sur toile   | 81 × 81 cm   | Musées royaux des beaux-arts de Belgique | Muséeconsulté le 25 novembre 2024                                                                            |
|       | Paysage  | Les Mouettes. Mars                                  | 1917      | huile sur toile   | 82 × 81 cm   | Musées royaux des beaux-arts de Belgique | Muséeconsulté le 25 novembre 2024                                                                            |
|       | Paysage  | Reflet de lumière au matin, sur la Tamise à Londres | 1918      | huile sur toile   | 72 × 92 cm   | Musée des Beaux-Arts de Gand             | Muséeconsulté le 24 novembre 2024                                                                            |
|       | Paysage  | Reflet de lumière au matin, sur la Tamise à Londres | 1918      | huile sur toile   | 72 × 92 cm   | Musée des Beaux-Arts de Gand             | Muséeconsulté le 24 novembre 2024                                                                            |
|       | Paysage  | Le Pont de Waterloo, Londres                        | 1918      | huile sur toile   | 64 × 76 cm   | Collection privée, Vente 2014            | Sotheby'sconsulté le 25 novembre 2024                                                                        |
|       | Paysage  | Londres (Pont de Waterloo)                          | 1918      | huile sur toile   | 61 × 50 cm   | Collection privée, Vente 2012            | Lempertzconsulté le 25 novembre 2024                                                                         |
|       | Paysage  | Le Ciel s'illumine au-dessus de Londres             | 1918      | huile sur toile   |              | Collection privée                        | Francis Maereconsulté le 26 novembre 2024                                                                    |

### Retour au pays après la guerre
| Image | Thème   | Titre        | Date | Technique       | Dimensions  | Lieu de Conservation | Référence                                 |
| ----- | ------- | ------------ | ---- | --------------- | ----------- | -------------------- | ----------------------------------------- |
|       | Paysage | Dans le parc | 1921 | huile sur toile | 104 × 90 cm | Collection privée    | Francis Maereconsulté le 25 novembre 2024 |

## Dates non documentées
| Image | Thème          | Titre                                         | Date | Technique                            | Dimensions   | Lieu de Conservation                                   | Référence                                           |
| ----- | -------------- | --------------------------------------------- | ---- | ------------------------------------ | ------------ | ------------------------------------------------------ | --------------------------------------------------- |
|       | Portrait       | Portrait de Camille Lemonnier                 |      | huile sur toile                      |              | Musée Camille Lemonnier, Ixelles                       | Muséeconsulté le 24 novembre 2024                   |
|       | scène de genre | Le Marché devant le théâtre à Anvers          |      | huile sur toile                      | 200 × 305 cm | Musée royal des beaux-arts d'Anvers                    | Muséeconsulté le 24 novembre 2024                   |
|       | Portrait       | Profil de femme et meule de foin              |      | huile sur toile                      | 48 × 66 cm   | Musée des beaux-arts de Gand                           | Muséeconsulté le 24 novembre 2024                   |
|       | Paysage        | Paysage de neige                              |      | huile sur toile                      | 62 × 46 cm   | Musée de Deinze et du Pays de la Lys                   | Patrimoineconsulté le 24 novembre 2024              |
|       | Animalier      | Canards                                       |      | aquarelle                            | 25 × 36 cm   | Stadsmuseum Lier                                       | Muséeconsulté le 24 novembre 2024                   |
|       | Paysage        | Ville la nuit                                 |      | huile sur toile                      | 17 × 23 cm   | Musée de Deinze et du Pays de la Lys                   | Patrimoineconsulté le 24 novembre 2024              |
|       | Paysage        | Paysage d'été - Champ de blé                  |      | huile sur toile                      | 46 × 65 cm   | Musée d'Art à la mer, Ostende                          | Muséeconsulté le 24 novembre 2024                   |
|       | Scène de genre | Pique-nique - Paysage sur la Lys              |      | huile sur toile                      | 129 × 198 cm | Institut royal du patrimoine artistique                | Balatconsulté le 24 novembre 2024                   |
|       | Paysage        | Octobre, le vieil arbre                       |      | huile sur toile                      | 183 × 160 cm | Musée d'Orsay, Paris                                   | Muséeconsulté le 24 novembre 2024                   |
|       | Animalier      | Vaches dans les prés                          |      | huile sur toile                      | 65 × 92 cm   | Collection privée                                      | Galerie moderneconsulté le 24 novembre 2024         |
|       | Scène de genre | Enfants dans un champ                         |      | huile sur toile                      |              | Musée national des Beaux-Arts (Brésil), Rio de Janeiro | Googleartsconsulté le 25 novembre 2024              |
|       | Paysage        | Ciel changeant et nuages au-dessus du village |      | pastel sur papier                    |              | Collection privée, Vente 2020                          | Mutualartconsulté le 26 novembre 2024               |
|       | Paysage        | Paysage d'été                                 |      | aquarelle sur papier                 |              | Collection privée, Vente 2020                          | Mutualartconsulté le 26 novembre 2024               |
|       | Paysage        | Arbres au bord d'un lac, soleil couchant      |      | huile sur toile                      |              | Collection privée, Vente 2007                          | Sotheby'sconsulté le 26 novembre 2024               |
|       | Scène de genre | Une rencontre sur le pont                     |      | huile sur toile                      | 72 × 113 cm  | Collection privée                                      | Goyens de Heusch                                    |
|       | Scène de genre | Après-midi au bord de la rivière              |      | huile sur toile                      | 116 × 84 cm  | Collection privée                                      | Goyens de Heusch                                    |
|       | Animalier      | Vaches au pré                                 |      | huile sur toile                      |              | Collection privée                                      | Goyens de Heusch                                    |
|       | Animalier      | La Berge Rangee                               |      | huile sur toile                      | 93 × 93 cm   | Collection privée                                      | Goyens de Heusch                                    |
|       | Scène de genre | Sur la route de l'école                       |      | huile sur toile                      | 54 × 81 cm   | Collection privée                                      | Bridgemanconsulté le 26 novembre 2024               |
|       | Scène de genre | La Cueillette des fleurs                      |      | huile sur toile                      | 112 × 185 cm | Collection privée                                      | Goyens de Heusch                                    |
|       | Paysage        | Paysage du parc                               |      | huile sur toile                      | 43 × 48 cm   | Collection privée, Vente 2024                          | Dusseldorf Auktion Hausconsulté le 26 novembre 2024 |
|       | Paysage        | Chemin fleuri                                 |      | huile sur toile                      |              | Musée Bonnat-Helleu, Bayonne                           | Muséeconsulté le 26 novembre 2024                   |
|       | Scène de genre | La Lecture                                    |      | huile sur toile marouflé sur panneau |              | Collection privée, Vente 1998                          | Christie'sconsulté le 27 novembre 2024              |
|       | Animalier      | Vache                                         |      | huile sur toile                      | 60 × 73 cm   | musée d'art de São Paulo                               | Muséeconsulté le 27 novembre 2024                   |

## [réf.nécessaire]
- 1887 : Jeunes paysannes marchant sur les bords de la Lys, huile sur toile, 73 × 119 cm, collection privée.
- vers 1890 : Les Glaneuses, huile sur toile, collection privée.
- vers 1890-1900 : Pâques, lithographie originale, 18 x 27 cm, Musée Gaspar - Collection de l'Institut Archéologique du Luxembourg, Arlon, Belgique.
- La Grange ensoleillée.
- Maison rose ensoleillée.
- Claire journée d'automne.
- La Chapelle à Bordighera.
- 1906 : Le Châtaignier.
- 1916 : Dans l'église de Loo, huile sur toile.